# Jaja馬!カルテット
『Jaja馬!カルテット』は、スタジオOXが主催し、『月刊OUT』（みのり書房）および『Magazine MEGU』（青磁ビブロス）に連載された、読者参加型メディアミックス作品。

## 概要
白紙状態から、読者公募の案を集めて一本の作品を作るという意図で、『OUT』1995年3月号からスタートした。
最初に、巻頭のカラーページで鈴木典孝による主役のイラストが発表される。ここではまだ「揃いの制服姿で、各々トランプのスートをモチーフにしている4人の少女」以外の事は一切何も決められておらず、まずは名前から募集された。
だが、タイトルと主役4人のファーストネーム、およびチーム名が決定した時点で『OUT』が休刊となり、企画は一時中断される。しかし企画は後継雑誌である『Magazine MEGU』にそのまま引き継がれ、その後周囲の設定等が読者の投稿の中から順次固められてゆき、さらには漫画版の連載、ラジオドラマ、オリジナル・ビデオアニメ、ゲームソフトへと発展していった。

## 登場人物

### クラウンナイツ
「カードキングダム」の王家直属として、王国の平和を守って様々な敵と戦う4人の少女。その血筋の中に特殊な能力（マジック）を秘める。基本的に戦闘は徒手空拳だが、トレードマークでもあるトランプを武器として使用する事もある。
「我等の大地を守り、我等の国民を守り、自らの命を賭し、全力で攻めよ！」を心得とする。
メンバーの名前の由来はファミリーレストランの店名をもじったもの。
ジョー・ダイヤモンド17世
声：宮村優子
主人公。スピードカード（ダイヤ）のカードマジックを使う、ボーイッシュな少女。
その超人的な脚力による高速戦闘を得意とする。

カーサ・クローバー17世
声：浅田葉子
スキャナーカード（クラブ）のカードマジックを使う。色黒で、「～ですわ」口調のおっとりとした性格。

ココ・ハートフル18世
声：米澤モモ
トラップカード（ハート）のマジックを使う、金髪のおさげ髪で、最も小柄な最年少メンバー。トリッキーな戦法を得意とする。

サンディ・スペード17世
声：今井由香
クラウンナイツのリーダーで、主に後方指揮を執る。プライムカード（スペード）のマジックを使う。

### 他の登場人物
フラカッソ
声：上田祐司（アニメ、ゲーム）、置鮎龍太郎（ラジオドラマ）
ジョーカーのカードを持つ仮面の怪盗。
アイヤ
声：勝生真沙子
「麻雀国」からの敵。
チー・チュウカイ
声：檜山修之
R・ロブスター
声：森川智之 
マクド王子、ナルド王子
声：氷上恭子
カードキングダムの幼い双子の王子。

## 用語・その他の設定
セブンブリッジ城
クラウンナイツの基地でもある、キングダムの王城。その名の通り、周囲に7つの橋を持つ。
1996年1月号での読者投稿から採用。

## 漫画
キャラクターデザインの鈴木典孝により「MEGU」1995年10月号から、休刊号となる1997年5月号まで隔月連載された。

## OVA
BMGビクターより発売、VHS全2巻。雑誌連載版を既読である事が前提の内容。
1. Mission1 BLACK&WHITE（1997年05月21日発売）
2. Mission2 KISS OF FIRE（1997年9月26日発売）

### スタッフ
監督 - 長岡康史
演出 - 元永慶太郎
脚本 - 園田英樹
作画監督 - 渡辺圭祐
製作 - スタジオOX

## ラジオドラマ
1996年、文化放送「L女子学園放送室」内で放送され、その後ドラマCD全3巻に収録される。

### CD
すべてBMGビクターより発売。
- JaJa馬カルテット Operation 1 Waltzof Love（1996年9月21日発売）

収録内容
1. 怪盗フラカッソ登場
2. ハートのTrap!
3. 炸裂 High Speed Power!
4. 決戦!その時ジョーは…
5. キョウコの部屋

- JaJa馬カルテット Operation:2 Petition from IVORY（1996年10月23日発売）

収録内容
1. 城に忍者がやってきた
2. 追うニンジャ･逃げるトラ
3. 魔の手から逃れて…
4. 大脱出!
5. おまけ劇場『JaJa馬!マルチディメンション・人生相談』

- JaJa馬!カルテット Operation:3 Magical Funky Tour（1997年3月21日発売）

収録内容
1. 寿司屋で硬くなれ!
2. 雪山山荘殺人事件
3. 艶姿四人娘・恐怖の温泉旅行
4. JaJa馬TVより愛を込めて
5. ケーキの食べ過ぎにご用心

## ゲーム
jaja馬カルテット Mega Dream Destruction+
プレイステーション用ソフトとしてGMFより1998年9月10日発売。「カードキングダム」という王国を舞台にジョー、サンディ、カーサ、ココの4人が悪の組織「ドミノ教団」とカードバトルを展開するシミュレーションゲーム。